# 2022年自由車隊
2022年自由車隊是加拿大卡車司機針對加拿大政府於2022年1月15日對通過陸路重新進入該國的卡車司機發出的2019冠狀病毒病疫苗接種強制令進行的持續抗議活動。卡車車隊以多條穿越加拿大所有省份的路線行進，於2022年1月29日在渥太華匯合，並在國會山莊集會。渥太華、多伦多、维多利亚、魁北克市、温尼伯、里贾纳、弗雷德里克顿以及溫莎市與美國連接的大使橋等地都出現大型集會示威。2022年2月6日，渥太华宣布进入紧急状态。2022年2月11日，安大略省宣布进入紧急状态。2月14日，加拿大總理賈斯汀·杜魯多宣布政府將援引《緊急情況法令》（Emergencies Act）以應對示威活動，為加拿大歷史上首次動用該法令，多省對此表示反對。2月17日有媒体报导，一项新的调查显示，三分之二的加拿大人支持总理賈斯汀·杜魯多援引《紧急情况法令》以應對全国各地抗议活动的決定。2月17日至20日期间，渥太华警隊逮捕了组织者和抗议者，清除了停放的车辆，并拆除了渥太华街道上的路障。截至2月21日，大部分抗议者已被驅逐出渥太华。

## 起因及发展进程
2022年1月15日，加拿大政府對由國際邊境口岸進入加拿大的卡車司機發出疫苗強制令，被認為是侵犯人權，此為示威的起因。在此之前，卡車司機和其他基本工作人員可豁免於對穿越加拿大邊境的未接種疫苗人士要求的為期兩週的隔離。一些政治人物和卡車司機批評取消豁免可能會加劇加拿大已經出現的供應鏈中斷。美國也由2022年1月22日開始對非美國公民入境者提出疫苗要求。
在示威活動中，抗議者紛紛表示，他們並非反對疫苗接種，而是反對疫苗強制令。有示威者表示：「這不是一場反疫苗運動，而是一場自由運動。」抗議者希望盡快結束加拿大的疫苗強制令。他們將其視作對身體自主權及個人自由的侵犯。「自由車隊」的發言人Benjamin Dichter在霍士新聞上表示：「我們希望擺脫疫苗強制令和疫苗護照，疫苗護照才是真正令人擔憂的。」他亦向獨立媒體表示他已接種疫苗，並相信大多數參與示威的的卡車司機也是如此。與抗議活動相關的組織之一「加拿大團結」（Canada Unity）於2022年1月25日發布了一份備忘錄，呼籲各級政府停止所有疫苗強制令，重新僱用因疫苗接種狀態而被解僱的所有員工，並撤銷對不遵守公眾衛生規定的人做出的罰款。
抗议運動组织者包括「自由車隊」的發言人本杰明·迪希特（Benjamin Dichter)、塔玛拉·利奇（Tamara Lich）、克里斯·巴伯（Chris Barber)及帕特里克·詹姆斯·金（Patrick James King）。
該運動的目的最初只是反對聯邦政府對穿越加美邊境的卡車司機實施的強制接種疫苗政策，後來示威者範圍擴大，許多普通民眾加入，抗議加拿大多項防疫限制及強制措施。一些抗議者在活動中表達了對總理賈斯汀·杜魯多的反對，甚至有人呼籲杜魯多、方慧蘭等人辭職。在抗議活動進行當中，杜魯多及他的家人「出於安全考慮」，從他們在渥太华的家中撤離，並被轉移到一個秘密地點。
2月6日，渥太华宣布进入紧急状态。
2月7日，媒体报道称，民意调查显示，大多数渥太华居民反对“自由车队”抗议活动。
2月10日，联邦保守党改变了原来支持卡车司机阻路的立场，呼吁清除所有路障。
2月11日，安大略省宣布进入紧急状态。
2月13日，渥太華市長吉姆·沃森表示，渥太華市府已與「自由車隊」的組織者塔瑪拉·利奇（Tamara Lich）達成協議。根據該協議，示威貨車將離開住宅街道，示威範圍將被控制在威靈頓街（Wellington Street）、伊利近街（Elgin Street）及麥當勞徑（Sir John A. MacDonald Parkway），即國會山附近的地區。當天上午9時許，有反對「自由車隊」的居民進入銀行街（Bank Street）夾河畔徑（Riverside Drive）的路口舉行反示威。
2月14日，加拿大總理賈斯汀·杜魯多宣布政府將援引《緊急情況法令》（Emergencies Act）以應對示威活動。联邦保守黨在下議院提出「解除 COVID-19疫苗強制令」的動議，受魁人政團支持，但因為联邦自由黨受联邦新民主黨支持後席位佔多數 (185)，以185比151被否決。
2月15日，渥太華警察總長（Chief of Police）彼得·斯洛里（Peter Sloly）宣布辭去職務，儘管他此前在2月7日曾表示不會辭職。
2月16日，被新任命渥太華临时警察總长史蒂夫·贝尔（Steve Bell）表示，他对近三周的占领给市中心的居民和企业造成的痛苦表示遗憾，他承认渥太华警隊的声誉已经受损，让居民感到被遗弃和不安全。警方开始向示威参与者发出“通知”。該通知稱：「渥太华人民被剥夺合法使用、享有和管控他们的财产的权利，你们正在导致企业倒闭。這是《刑事法典》訂定的損害罪（mischief）。」「您的车辆和财产可能会被没收或移走。您的驾驶执照可能会被暂停或取消。CVOR（商用车辆运营商注册）证书可能会被暂停或取消。您的个人或企业银行账户，包括虚拟货币，可能会受到审查和限制。」
2月17日，加拿大公民自由協會（Canadian Civil Liberties Association，簡稱CCLA）尋求就政府對《緊急情況法令》的援引提出司法覆核。车队抗议组织者塔玛拉·利奇（Tamara Lich）及克里斯·巴伯（Chris Barber）在渥太华被捕，塔玛拉·利奇的个人银行账户在数天前已经被冻结。针对原渥太華警政委員會（Ottawa Police Services Board）主席迪恩斯（Diane Deans）在危机期间对警察部队的监管应对措施，渥太華市市议会以15票对9票将警政委員會主席迪恩斯撤职，并任命前任警政委員會主席陳德偉（Eli El-Chantiry）为新任主席。随着渥太華市中心的餐馆經營者加入诉讼，對「自由車隊」的集体诉讼索赔於2月17日增至3.06亿美元，该诉讼还將通过GiveSendGo向「自由車隊」捐款的捐赠者列为被告。渥太華市长就「未能提供安全保障」向渥太华居民正式道歉，渥太華临时警察總长史蒂夫·贝尔发誓要“收回整个市中心和每一个被占用的空间”。
反對「自由車隊」的公民团体成功令法院下令冻结「自由車隊」银行账户及加密货币。
2月18日，渥太華警方對反防疫示威群眾展開清場行動，超過一百人被捕，約20部貨車被拖走。据渥太华警方称，车队抗议组织者之一，现年44岁来自艾伯塔省红鹿市的帕特里克·詹姆斯·金（Patrick James King），也于2月18日被捕。
2月21日，渥太华警方表示，市中心的企业应该“安全地重新开业”。然而，渥太华临时警察总长表示，本周末清除市中心数条街道上的卡车和示威者的执法行动远未结束，“只要有需要，我们将继续保持姿态，保护我们城市的街道，保护我们的社区成员免受非法占领”。 
保守黨和魁人政團在下議院反對自由黨政府提出「緊急情況法令」的動議，但因為自由黨受新民主黨支持後席位佔多數 (185)，以185比151被通過。
3月24日，占领渥太华市中心的“自由车队”的主要组织者面临新的刑事控罪，塔玛拉·利奇（Tamara Lich）與克里斯·巴伯（Chris Barber) 被控損害（mischief）、慫使損害（counselling mischief）、恐吓（intimidation）、慫使恐吓（counselling intimidation）、妨碍警務人員（obstructing police）和慫使妨碍警務人員（counselling obstruction of police）這些罪行。 

## 多倫多示威

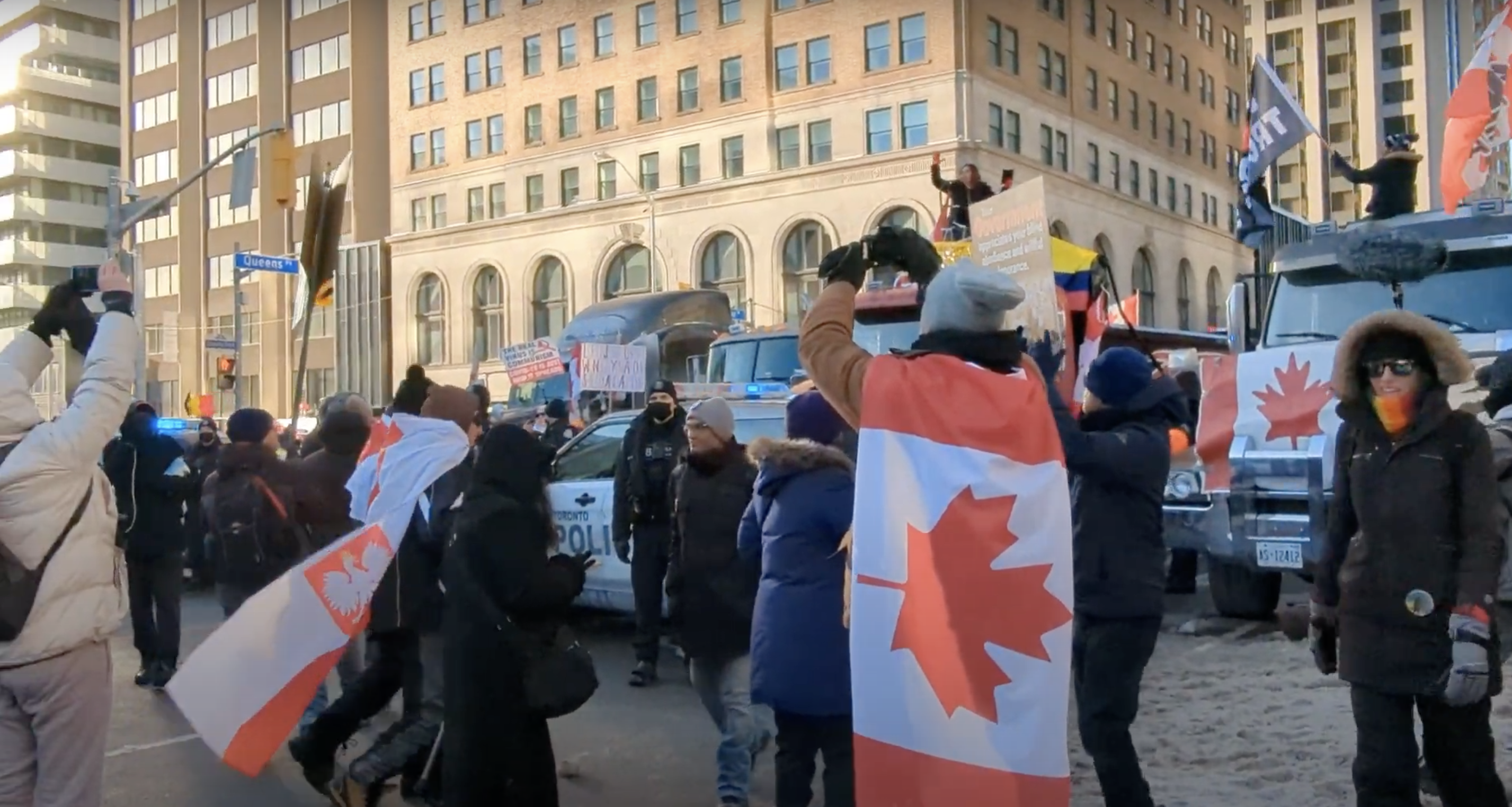
2月5日多倫多的「自由車隊」抗議活動，在皇家安大略博物館外。

2022年2月4日，一些車輛及曳引機抵達多倫多皇后公園（Queen's Park）以北的阿梵奴道（Avenue Road）的皇家安大略博物館外。當天，多倫多警方開始關閉多倫多市中心的道路，以應對大規模抗議活動，並告知居民預計週末會有更多的警察出現。
2月5日，貨車司機、曳引機司機和示威者抵達皇后公園，抗議2019冠狀病毒病疫苗的強制令。作為對多倫多車隊示威的反對，大約200名支持疫苗強制令的民眾亦舉行了反示威，其中部分為醫護人員。
貨車司機「自由車隊」抗議活動後來向北移至布魯亞街（Bloor Street），後來又移至布魯亞西街（Bloor Street West）夾阿梵奴道（Avenue Road）的路口。數百名抗議者和數輛貨車將路口封鎖了數小時。包括大學路（University Avenue）、書院街（College Street）和央街（Yonge Sreet）在內的狹長主幹路被關閉。
在抗議期間，一名22歲的男子在皇后公園北側被捕並被控以使用武器襲擊、施放有毒物質（煙霧彈）及對公眾造成損害（public mischief，意即「浪費警力」）等罪。另一名男子則因向人投擲糞便而被捕。
2月12日中午，皇后公園內的安省議會大廈前（即公園南端部分）開始有示威者聚集，最初有百余人，後增加至將近500人，最後增至近千人。作為回應，大量警員到場戒備。在場的示威者揮舞加拿大國旗，並呼喊反對疫苗強制接種的口號。警方封閉了書院街（College Street）與布魯亞街（Bloor Street）之間的的皇后公園坊（Queen's Park Crescent）路段，以及卑街（Bay Street）與央街（Yonge Sreet）之間的的書院街路段。
2月13日，多倫多市中心多間醫院所在的大學路（University Avenue）路段仍被警方關閉。

## 溫尼伯示威
2月5日，在溫尼伯市中心的一次相關抗議活動中，四人在一次撞車事件中受傷。 一人住院後已出院。 截至2月7日，抗議活動已進入第四天。 儘管有許多噪音投訴、未經許可的煙花爆竹以及被指稱為“同性戀恐懼症、種族主義和基於性別的騷擾”的事件，但警方尚未對抗議者開出罰單或提出指控。

## 溫莎大使橋示威

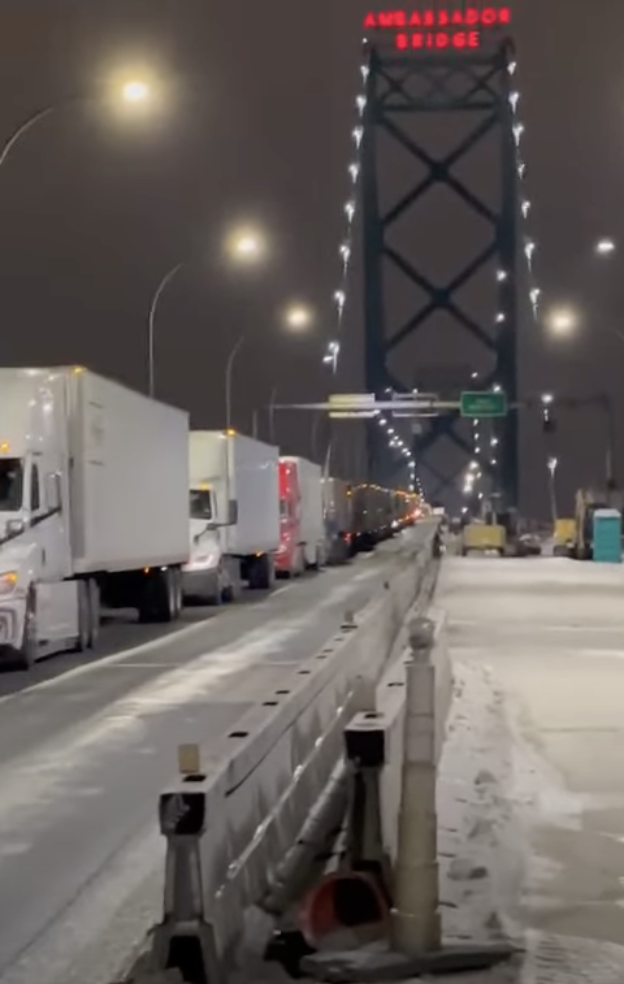
2022年2月8日，在大使橋上無法過境的卡車排隊。

自2022年2月7日起，溫莎市與美國連接的大使橋（Ambassador Bridge）連日受到示威的貨車司機堵塞，他們聲援在渥太華示威的貨車司機。橋樑交通被截斷，事件對兩國之間的貨物運輸造成影響。
2月7日當天，安大略省省警發佈通告，通知欲前往美國的司機避免經過大使橋，並建議他們避開連接大橋的曉倫教堂道（Huron Church Road）沿路的地區，改道連接珊尼亞市和休倫港的藍水大橋（Bluewater Bridge）。
2月10日，加拿大保守黨臨時黨魁貝金迪（Candice Bergen）在國會辯論中表示，自由黨政府應盡快採取行動，公佈一個解除封鎖、放寬防疫限制及強制政策的時間計劃，以令示威行動能夠結束。
就在同一天，温莎市长迪尔肯斯（Drew Dilkens）在接受美国有线电视新闻网采访时表示“当局已做好在需要时‘人手移除’卡车司机的准备”。
2月11日，加拿大總理賈斯汀·杜魯多與美國總統喬·拜登會面，討論了關於結束邊境阻塞的議題。當天，安大略省省長道格·福特宣布安省進入緊急狀態。違反緊急令的人士最高可被罰款10萬加元及監禁一年。
2月11日下午，安大略省高級法院的法官摩拉維茲（Geoffrey Morawetz）根據汽車零件商聯會（Automotive Parts Manufacturers' Association）的申請，向堵塞大使橋的示威者發出禁制令，禁止繼續阻塞大使橋。該禁制令於當天晚上7時正式生效。

## 資金
GoFundMe在此次「自由車隊」示威中筹集了1000万加元资金，並向抗议组织者支付100万加元。不過在加拿大自由党政府施壓下，GoFundMe於2月4日宣布停止向抗议者支付剩余的900万加元资金。這一表態又遭到佛罗里达州州长罗恩·德桑蒂斯不滿，他質疑GoFundMe企圖將這900萬據為己有，並準備著手調查。
2022年2月12日，安大略省律政廳長（Attorney General of Ontario）獲法院授權，凍結了眾籌網站GiveSendGo上以「2022年自由車隊」（Freedom Convoy 2022）及「領養貨車司機」（Adopt a trucker）為名的兩個籌款項目。

## 對示威的支持
該運動得到了一些保守黨政治人物的支持。時任加拿大保守黨副領袖兼國會議員貝金迪（Candice Bergen）、博勵治（Pierre Poilievre）、前任保守黨領袖安德魯·熙爾、Garnett Genuis、Martin Shields、Warren Steinley和Jeremy Patzer都表示支持車隊和卡車司機的運動。保守黨國會議員Damien Kurek和麥可·古柏參加了集會，並向示威者提供食物。
示威初期，時任保守黨領袖艾林·奧圖爾未有支持抗議活動，並表示貨車司機接種疫苗是維持供應鏈的最佳方式。1月31日，奧圖爾在Facebook上稱，示威者的動機是出於擔憂，批評杜魯多將示威者以偏概全以散播恐懼。在與「自由車隊」示威者會面後，奧圖爾在Twitter上寫道：「我支持他們發表意見的權利。我呼籲賈斯汀·杜魯多與這些辛勤工作的加拿大人會面，傾聽他們的顧慮。」奧圖爾亦拍攝短片指出，貨車司機獨自一人坐在車內，並不會給任何人帶來風險。他批評杜魯多將疫苗接種議題政治化。因為他在包括支持示威等問題上多次的政策逆轉，2月2日保守黨黨團以73票對45票通過罷免奧圖爾，他亦因此即日卸任黨魁，原副黨魁貝金迪接手成為保守黨臨時黨魁。
加拿大商會表示支持疫苗接種，但呼籲推遲實施疫苗強制令的最後期限，而加拿大製造業聯盟則表示希望立即取消疫苗強制令。
加拿大人民黨於1月23日在窩打老組織了一次集會，以支持車隊的抗議活動。人民黨領袖卞聶爾（Maxime Bernier）和安大略省無黨籍省議員希利爾（Randy Hillier）在活動中發表了講話。卞聶爾還參加了1月29日在國會山莊舉行的示威活動，並批評艾林·奧圖爾作為保守黨領袖沒有參加此活動。
加拿大自由意志黨表態支持「自由車隊」在「不違反互不侵犯原則及私有財產權」的前提下的示威活動，並認為示威者的擔憂十分合理。該黨稱，「自由車隊」示威並不是反疫苗接種，而是反對疫苗強制令，「大多數示威者都已接種疫苗的事實即可證明這一點」；「示威者的願望是取回他們的自由，但被主流媒體不斷歪曲」。該黨領導人布德羅（Jacques Boudreau）的聲明引用約翰斯·霍普金斯大學發表的一項關於封鎖對2019冠狀病毒病死亡影響的薈萃分析，稱「封鎖對公共衛生幾乎沒有影響，但會對經濟產成了巨大的影響，也會產生大量的社會成本。因此，封鎖政策是沒有根據的，不應作為流行病防控政策的一部分」。
1月29日，薩斯喀徹溫省省長莫耶（Scott Moe）發信支持示威。儘管莫耶省長一再鼓勵接種疫苗，但他表示，他不支持跨境疫苗強制令。他承諾他將在不久的將來取消沙斯卡寸旺省的疫苗接種證明要求。
多名保守派美国政治人物支持「自由車隊」，包括美國眾議院議員吉姆·班克斯、吉姆·佐敦、奇雲·麥卡菲、前白宮辦公廳主任馬克·米道斯、美國前總統當勞·特朗普及其長子小當勞·特朗普。

## 對示威的反對
抗議車隊遭到部分卡車運輸行業團體的反對。加拿大貨車運輸聯盟（Canadian Trucking Alliance）稱，加拿大120,000名卡車司機中有85%已經接種了2019冠狀病毒病疫苗。因此，他們認為，疫苗強制接種要求僅會影響兩國定期過境的160,000名司機中的26,000名。
在示威初期，加拿大總理賈斯汀·杜魯多即拒絕會見示威者，拒絕做出任何讓步，並認為對供應鏈中斷的擔憂是沒有根據的，因為「大多數加拿大卡車司機都接種了疫苗」。2022年1月31日，杜魯多稱抗議活動是「對真理的侮辱」（insult to truth）。參加抗議活動的卡車司機被杜魯多譴責為「邊緣少數」（small fringe minority of people），持有「不可接受的觀點」（unacceptable views）且不能代表加拿大人的觀點。他這番言論引起爭議，被認為是煽動對示威卡車司機的仇恨。亦有人質疑他是否有資格判定他人的觀點為「不可接受」及何為「不可接受」的定義。加拿大前駐美國大使德里克·伯尼（Derek Burney）在《國家郵報》上發文，認為「不可接受」一語具有威權主義色彩。「邊緣少數」一語後被示威者用以自嘲及諷刺杜魯多。有示威支持人士開設了以canadianfringe.ca （页面存档备份，存于）為域名的網站，出售以「邊緣少數」為主題的服裝。伊隆·馬斯克亦在Twitter上嘲諷稱，「（加拿大）政府才是真正的邊緣少數」。
2022年2月7日，杜魯多在國會會議發言稱，所有人都因疫情感到厭倦，但示威不是度過難關的方法。他表示，「自由車隊」示威令渥太華市民在自己的街區「受到滋擾」，「因戴口罩而受到嘲笑及侮辱」；這些做法是「非加拿大的」。保守黨臨時領袖貝金迪（Candice Bergen）在質詢時段質疑杜魯多是在「躲避」示威貨車司機，將疫苗及疫情政治化，以此分化民眾。新民主黨黨魁駔勉誠則在會上聲稱，示威車隊有「來自美國的資金支持」；示威者「具有暴力意圖」，「企圖推翻加拿大民選政府」。
媒体报道说，民意调查发现，大多数渥太华居民反对“自由车队”抗议活动。但媒体在报道中所引用的民意调查结果也同时表示加拿大总理和安大略省省长应当与车队组织者会面。
2022年2月8日媒体报导，抗议活动使得商业活动受到严重影响，尤其是旅游、酒店和零售行业。渥太华市中心的最大的热门商业大厦——丽都中心——自周日（2月6日）起关闭。抗议活动暂时关闭了安省温莎市和美国底特律市之间的大使桥，根据达尔豪西大学研究员西尔万·查勒布瓦（Sylvain Charlebois）的说法，安大略省的所有农产品进口中有45%来自大使桥。专家警告说，卡车司机车队抗议的经济影响可能会持续数月。
2022年2月17日一项新的调查显示，三分之二的加拿大人支持总理賈斯汀·杜魯多援引《紧急情况法令》以應對全国各地抗议活动的決定。

### 渥太華示威中的爭議
渥太華示威中除了抗議的卡車司機及民眾外，亦有少數被認為屬於極右翼的人士出現在示威現場。其中一些人做出的非法行為引起民眾及其他示威者的譴責。對此，人們促使警方展開刑事調查。加拿大民族英雄泰瑞·福克斯（Terry Fox）的雕像上被擺放飾物，國家戰爭紀念碑和無名戰士墓（Tomb of the Unknown Soldier）亦被認為在集會期間遭到部分抗議者不尊重對待。這引發皇家加拿大退伍軍人聯會（Royal Canadian Legion）、Terry Fox基金會、國防部長阿南德（Anita Anand）等發表聲明。該集會中其他示威者亦對抗議中的非法行為表示譴責，並表示劃清界限。之後有示威者志願清理擺放在Terry Fox銅像上的飾物及示威中產生的垃圾。
在集會上，有個別參與者被拍到揮舞美國南方邦聯旗幟及納粹德國旗幟。對此，「自由車隊」的組織者和領導人表示譴責極端組織，並要求參與者向警方報告違法行為。他們還表示，任何被發現的極端分子都將被從車隊中「帶走」。一名手持邦聯旗幟的男子即被其他示威者質問並要求離開。「自由車隊」籌款人塔瑪拉·利奇（Tamara Lich）亦向車隊成員發表講話並譴責政治暴力，稱抗議者應「和平示威」。大多數支持卡車司機的組織及人士都表示會與極端人士劃清界限。
前因抗拒疫苗強制令而辭職的皇家加拿大騎警成員布爾福特（Daniel Bulford）在記者會上表示，他看到「自由車隊」的支持者向無家可歸者提供食物，在清理街道上的垃圾及剷雪，並守衛無名烈士墓及Terry Fox銅像；一旦出現任何引起他們關注的安全問題，他們都會立即通知渥太華警隊來處理。

## 回應及影響
2022年2月1日，魁北克省省长弗朗索瓦·勒戈宣布取消向不接种疫苗的成年人徵收「健康税」的计划，並表示取消該計劃的原因為擔心該政策會進一步分化魁省社會，對社會安寧不利。
2022年2月2日，加拿大保守黨黨魁艾林·奧圖爾被免去職務，由其副手貝金迪（Candice Bergen）接任臨時黨魁，並因此觸發新一屆的保守黨黨魁選舉，新的正式保守黨黨魁將於9月10日選出。奧圖爾此前在示威中被認為在疫苗接種議題上過於偏向自由派，只是一味鼓勵人接種疫苗，沒有堅持保守派「疫苗接種為個人選擇，不得強迫」的價值觀，亦沒有採取堅定的立場反對政府的疫苗強制令等政策。（奧圖爾於2021年11月9日公佈的影子內閣名單中就將對疫苗政策持懷疑態度的同僚排除在外。）
2022年2月8日，加拿大總理賈斯汀·杜魯多所屬的自由黨的國會議員萊特邦德（Joël Lightbound）發聲批評自己的黨派，指責總理在疫苗議題上設定了分化加拿大人的基調和政策。萊特邦德認為，杜魯多為了選舉使用了針對未接種疫苗人士的「分裂和污名化的策略」，自由黨政府持續「妖魔化」有合理擔憂及對政府防疫措施提出合理建議的民眾。他亦批評示威活動中出現的仇恨符號，但認為聯邦政府在此事中對示威者以偏概全，拒絕以科學的態度根據疫情的演變調整政策；向貨車司機下達疫苗強制令並不符合世界衛生組織最新的關於放寬對Omicron變種無效的抗疫措施的建議；聯邦政府應明確地向國民闡明何時及如何逐步防疫限制及強制措施。
2022年2月8日，沙斯卡寸旺省省長莫耶（Scott Moe）宣佈，該省自2月14日起不再要求使用「疫苗護照」；其他公共衞生強制令，如口罩強制令，則將持續到2月底。此後艾伯塔省、安大略省接連取消疫苗護照。其中，安大略省省长道格·福特強調取消疫苗護照與此次抗議無關。
2022年2月11日，加拿大衛生部長杜克洛（Jean-Yves Duclos）表示，聯邦政府現正重新審視邊境防疫限制措施，預計將在下星期公布對現行措施的修訂，並進入「與病毒共存」的階段。
由於人們對這一事件的立場及對2019冠狀病毒病疫苗、疫苗強制令的看法不同，加拿大社會內出現了親朋好友關係不和，甚至朋友決裂、家庭成員斷絕關係等情況。安大略省省長道格·福特即透露他亦於此議題與家人產生分歧。
「2022年自由車隊」的示威行動已由加拿大蔓延到其他國家。美國、澳洲、紐西蘭、法國及其他西方國家都出現了受加拿大「自由車隊」啟發的示威行動。

### 緊急法違憲
2024年1月23日，聯邦法院法官裁定自由黨政府兩年前利用《緊急情況法令》結束自由車隊的抗議是不合理和侵犯了加拿大權利與自由憲章權利。。